# Miconia petroniana
Miconia petroniana är en tvåhjärtbladig växtart som beskrevs av Célestin Alfred Cogniaux och José de Saldanha da Gama. Miconia petroniana ingår i släktet Miconia och familjen Melastomataceae. Inga underarter finns listade i Catalogue of Life.